# Раззаков (город)
Раззаков (кирг. Раззаков; до 18 марта 2022 года — Исфана) — небольшой город, находящийся на окраине западной части Баткенской области на юго-западе Кыргызстана. Город расположен в южной части Ферганской долины. 18 марта 2022 года  переименован из Исфаны в Раззаков.
Заселяться Раззаков начал примерно с IX века. Значительным изменениям город подвергся в советский период. Сельсовет Исфаны был учреждён в 1937 году. В 1996 году он был преобразован в сельское управление. В 2001 году Аскар Акаев издал президентский указ, согласно которому Исфана официально получила статус города.
Раззаков является административным центром Лейлекского района. Сёла Мырза-Патча, Самат, Чимген, Тайлан, Ак-Булак и Голбо управляются мэрией города Раззаков. Согласно данным Национального статистического комитета Кыргызской Республики, население Раззакова и подчиненных сёл составляет 34 219 человек. Непосредственно в Раззакове проживает 23 038 человек.

## Название города
Считается, что слово «исфана» происходит от согдийского слова «асбаникат», «асбаникент» или «аспанакент», означающего «земля лошадей». По словам историка Нуъмона Негматова, в 1–9 веках Исфана была известна как Асбаникат. В 10–12 веках её называли Аспаникент. Начиная с 12–13 веков название города постепенно менялось: Асбани, Аспана, Асвона, Исвона и, наконец, Исфана.
Так как название «Исфана» не является киргизским, высказывалось предложение переименовать Исфану в честь уроженца этих мест Исхака Раззакова, который служил в качестве первого секретаря Коммунистической партии Киргизской ССР. В декабре 2021 года президент Садыр Жапаров объявил, что принял решение переименовать город в честь Раззакова в условиях напряженности на границе с соседним Таджикистаном. Абдылат Дооров, редактор исфанской газеты «Ата-Журт», уже более десяти лет выступает за то, чтобы это произошло: 

«[Исфана] — таджикское имя. «Ис-» означает «аромат», а «-фена» означает «душу». И мы должны искоренить все таджикские имена по всему Кыргызстану. Особенно в нашем районе»— сказал Дооров Eurasianet.org.
 Позже Жапаров подписал закон «О переименовании города Исфана Лейлекского района Баткенской области в город Раззаков», который был принят Жогорку Кенешем 16 марта 2022 года.

## История

### Ранняя история
Время начала заселения Раззакова по разным источникам сильно разнится и приводятся времена от 9 до 16 веков. В 1957 году археолог Ю. А. Заднепровский нашел материалы 14–16 веков на территории города. Нуъмон Негматов отождествлял Исфану со средневековым городом Асбаникат. Исфана сперва входила в состав Уструшаны, затем была захвачена саманидами. В 1221 году Исфана была осаждена и захвачена Монгольской империей. Северо-западная часть Раззакова, через которую монголы вторглись до сих пор известен «Завоеванный Монголами» (кирг. Моңол Баскан; узб. Moʻgʻul Bosgan / Мўғул Босган).
Историческое городище Исфана лежало в центральной части современного Раззакова. В Исфане находилась крепость, которая была построена в 12 веке. Последние оставшиеся стены Исфанской крепости были разобраны в 1970-е годы.

### 18–19 века
С 1790 года по 1876 год Исфана входила в состав Кокандского ханства. В середине XIX века Российская империя начала экспансию в Среднюю Азию. К концу XIX века империя покорила все три ханства, которые правили на территории современного Узбекистана. Хивинское ханство было взято в 1873 году. Бухарский эмират попал в вассальную зависимость от России в 1868 году. Кокандское ханство вошло в состав Российской империи в 1876 году.
Российский лингвист Мирсалих Бекчурин писал, что в 1866 году в Исфане было около 500 домов. Однако узбекский историк Темирбой Ёкубов выразил по этому поводу сомнение, сказав, что жители Исфаны исторически платили налог за 1 000 домов. Бекчурин писал, что Исфану охранял гарнизон из 200 солдат, которые были вооружены «одними пиками и саблями».

### Советская и современная история
При национально-территориальном размежевании Туркестанской Автономной Социалистической Советской Республики на автономные области, Исфана стала частью Кара-Киргизской автономной области, которая позже была преобразована в Киргизскую АССР. Киргизская АССР в свою очередь была преобразована в Киргизскую ССР. 
Некоторые источники утверждают, что административные границы при советской власти проводили, игнорируя границы естественных этнических общностей, чтобы эти народы были зависимы от Москвы и чтобы легче было ими управлять. Согласно этим источникам, индивидуальные республики были созданы, чтобы уменьшить риск пантюркистских и панисламских движений в Средней Азии. Эту стратегию некоторые называют принципом «разделяй и властвуй» Иосифа Сталина. В настоящее время есть много традиционно узбекских поселений в Кыргызстане, как и наоборот — кыргызских в Узбекистане. Многие люди в Центральной Азии считают, что они должны быть частью другой страны. Некоторые учёные утверждают, что так как во времена демаркации Средней Азии представители разных национальностей жили вместе во многих местах, четко проводить этнические и территориальные границы было невозможно.
Раззаков подвергся значительным изменениям в советский период. Сельсовет Исфаны был учрежден в 1937 году. В советское время Исфану преобразовали из неразвитой мусульманской деревни в типичное советское село. Во время мобилизации после 22 июня 1941 года Великой отечественной войны на фронт ушел 571 житель села, из них 385 погибли.
В 1996 году сельсовет Исфаны был преобразован в сельское управление. В 2001 году Аскар Акаев издал президентский указ, согласно которому Исфана официально получила статус города. С 16 марта 2022 переименована в Раззаков.

## География
Раззаков расположен в западной части Баткенской области, на высоте 1 350 м над уровнем моря. С трёх сторон город окружают горы, находящиеся от него на расстоянии в несколько километров. Самые высокие из этих гор, горы Туркестанского хребта, находятся к югу от Раззакова. Туркестан является северным хребтом Памиро-Алайской горной системы.

### Площадь
Площадь Раззакова составляет 41,35 км².
| Населенный пункт | Площадь (km2) |
| ---------------- | ------------- |
| Раззаков         | 2,52          |
| Мырза-Патча      | 0,26          |
| Самат            | 1,16          |
| Чимген           | 0,87          |
| Тайлан           | 0,49          |
| Ак-Булак         | 0,3           |
| Голбо            | 0,28          |

### Климат
Климат Раззакова резко континентальный. Лето продолжительное, сухое и жаркое. Зима короткая и относительно теплая. Наибольшее количество осадков наблюдается весной и осенью.
| Показатель                    | Янв. | Фев. | Март | Апр. | Май | Июнь | Июль | Авг. | Сен. | Окт. | Нояб. | Дек. | Год  |
| ----------------------------- | ---- | ---- | ---- | ---- | --- | ---- | ---- | ---- | ---- | ---- | ----- | ---- | ---- |
| Средний суточный максимум, °C | 4    | 5    | 9    | 17   | 22  | 27   | 29   | 27   | 25   | 17   | 11    | 7    | 16,7 |
| Средний суточный минимум, °C  | −4   | −3   | 2    | 8    | 11  | 15   | 17   | 16   | 11   | 6    | 2     | −2   | 6,6  |
| Норма осадков, мм             | 24   | 27   | 51   | 45   | 30  | 9    | 3    | 0    | 6    | 18   | 21    | 27   | 261  |
| Источник:                     |      |      |      |      |     |      |      |      |      |      |       |      |      |

## Население
Согласно данным 2021 года, численность населения города и подчиненных сёл составляет порядка 34 219 человек. Непосредственно в Раззакове проживает 23 038 человек.
По данным переписи населения Киргизии 2009 года численность населения города в том же году составила 18 244 жителей, а население Раззакова и подчиненных сёл — 27 965. По данным переписи населения Киргизии 1999 года население города тогда составляло 15 910 человек. По данным переписи населения Киргизии 2009 года численность населения Раззакова и подчиненных сёл такова:
| Населенный пункт | Население |
| ---------------- | --------- |
| Раззаков         | 18 244    |
| Мырза-Патча      | 770       |
| Самат            | 2 076     |
| Чимген           | 3 325     |
| Тайлан           | 1 360     |
| Ак-Булак         | 681       |
| Голбо            | 1 506     |

По данным 2005 года национальный состав города и шести подчиненных сёл таков: 50,2 % киргизы, 48,6 % узбеки, 0,3 % татары, 0,3 % таджики, остальное — представители других национальностей.
Большая часть населения города исповедует ислам. Мусульмане Раззакова — сунниты. В городе есть семь мечетей. В Раззакове представителей других религий практически нет.

## Экономика
В советское время в Раззакове было несколько фабрик и большой колхоз. После того, как Киргизия стала независимой в 1991 году, почти все предприятия закрылись.
Большинство жителей города занимаются торговлей и сельским хозяйством. Скотоводство также распространено. Жители, которые занимаются сельским хозяйством выращивают фрукты, овощи и зерновые культуры.
В Раззакове имеются два рынка, товары на который привозят из городов Ош, Кара-Суу и Худжанд (Таджикистан), и скотный рынок, который открыт по четвергам и пятницам.

## Органы власти
В Раззакове мэр и Городской кенеш являются органами местного самоуправления. Члены Городского кенеша избирают мэра. Кенеш имеет 30 членов. Села Мырза-Патча, Самат, Чимген, Тайлан, Ак-Булак и Голбо тоже управляются мэрией города Раззаков. Нынешний мэр города — Чынгыз Рысов.
| №  | Мэр                 | Начало руководства | Конец руководства  |
| -- | ------------------- | ------------------ | ------------------ |
| 1  | Салиха Муратова     | 02.02.2001         | 10.04.2001         |
| 2  | Умарали Исабеков    | 12.04.2001         | 18.12.2005         |
| 3  | Марипжон Муминов    | 20.12.2005         | 09.02.2009         |
| 4  | Исак Пазилов        | 10.03.2009         | 16.07.2010         |
| 5  | Бердимурат Джалилов | 16.07.2010         | 27.08.2011         |
| 6  | Хамза Салямов       | 27.08.2011         | 31.01.2013         |
| 7  | Ташполот Козубаев   | 31.01.2013         | 16.12.2014         |
| 8  | Мухтар Анарботоев   | 06.01.2015         | 24.08.2018         |
| 9  | Абдивали Хамраев    | 18.09.2018         | 07.06.2021         |
| 10 | Чынгыз Рысов        | 07.06.2021         | По настоящее время |

Раззаков является административным центром Лейлекского района. Все административные органы Лейлекского района находятся в Раззакове.

## Образование

### Школы
Раззаков имеет много образовательных учреждений. В городе есть две гимназии: Гимназия № 1, которая более известна как Киргизская гимназия и № 4 гимназия имени Усмона Маткаримова, которая более известна как Узбекская гимназия. Обе гимназии принимают более мотивированных детей. Существует также школа-интернат для детей из неблагополучных семей, а именно Детский образовательный центр «Ак-Чыйыр».
В городе имеются шесть средних школ. Во многих из этих школах дети обучаются на узбекском. А в некоторых школах обучение проводится и на узбекском, и на киргизском. Самые большие школы — средняя школа имени Алишера Навои, средняя школа имени Юрия Гагарина и средняя школа «Исфана». В средней школе имени Алишера Навои обучение проводится на узбекском, киргизском и русском языках. В средней школе имени Юрия Гагарина дети обучаются в основном на русском, но киргизские классы тоже есть. В средней школе «Исфана» обучение проводится только на узбекском. В средних школах имени Амира Темура и Токтогула язык обучения тоже узбекский. В средней школе «Иссык-Куль», которая является самой маленькой школой Раззакова, обучение проводится на киргизском и на узбекском.
Во всех школах города изучают киргизский (государственный) и русский (официальный) языки. В качестве иностранного преподаётся английский язык. Таким образом, в Раззакове дети в киргизских классах изучают три языка, а в узбекских — четыре (плюс узбекский).

### Колледжи и училища
В Раззакове имеется Гуманитарно-экономический колледж, который готовит специалистов среднего звена: бухгалтеров, воспитателей, учителей начальных классов. В городе также есть профессионально-технический лицей № 48 который готовит швей, плотников, электриков и водителей.

## Культура
В Раззакове действуют две библиотеки, общая и детская. Обе библиотеки являются публичными библиотеками. Общая библиотека находится в здании дома культуры. Общая библиотека имеет 42 515 экземпляров, а детская — 27,206.
В городе имеются три музея: Исторический музей (основан в 1986 году), Музей Исхака Раззакова (основан в 1990 году) и Музей славы (основан в 1990 году). В городе находится детская музыкальная школа, где дети учатся петь, танцевать, и играть на разных музыкальных инструментах, таких как аккордеон, комуз и пианино. До 2014 года в школе ещё были классы по игре на дойре, дутаре и рубабе. В городе ещё есть детский творческий центр, который предлагает курсы по рисованию, танцам, скульптуре, вязанию, компьютеру и иностранным языкам.
В Раззакове есть только один парк — Парк имени Самата Садыкова. В середине парка есть футбольное поле, где проходят общественные мероприятия. Стадион вмещает пять тысяч человек. Главный кинотеатр Раззакова перестал функционировать после распада СССР.
В городе существует Узбекский культурный центр, который почти перестал функционировать после межэтнических столкновений между киргизами и узбеками в июне 2010 года. Во время столкновений, произошедших 10-14 июня, в Раззакове ситуация была напряжённой, но удалось избежать больших столкновений между двумя этническими группами.

### Исфана в музыке
- Песня «Исфанам» в исполнении Узукжамол Турсунбоевой
- Песня «Исфана» в исполнении Гулжигита Сатыбекова
- Песня «Исфана» в исполнении Бахтиёра Муллаева

## Транспорт
Раззаков не имеет выхода к морю. Ближайшая железнодорожная станция находится на расстоянии 45 км в посёлке городского типа Пролетарск Согдийской области Республики Таджикистан. Раззаков расположен на расстоянии 150 км от областного центра города Баткен. Раззаков находится на расстоянии 16 км от города Сулюкта.

### Автомобильный транспорт
Общественный транспорт В качестве городского транспорта имеются маршрутные такси. На дорогах города можно встретить частные такси. В городе имеется автовокзал. С автовокзала можно добраться до других регионов страны на автобусах и такси.
Дороги находятся в неудовлетворительном состоянии и нуждаются в ремонте. Раззакова с другими населенными пунктами страны соединяют автомагистрали. После распада СССР дорога, которая соединяет Раззакова с городами Баткен и Ош, долгое время не ремонтировалась. Киргизия получила кредит от Мирового банка, Европейского банка реконструкции и развития и Азиатского банка развития для реконструкций этой дороги. Раззаков расположен на расстоянии 960 км от Бишкека. Из Раззакова до столицы можно доехать примерно за 20 часов.

### Аэропорт
Город обслуживает аэропорт, который был построен в советское время. В настоящее время существуют рейсы только в Бишкек. Аэропорт Раззакова начал свою работу в 1940-е годы как взлётно-посадочная полоса рядом с Раззаковым. После закрытия аэропорта Калача, который служил жителям города Сулюкта, жители Сулюкты начали пользоваться услугами аэропорта Исфаны. Взлётно-посадочная полоса и терминала аэропорта построили в 1974 году. В 1980-е аэропорт был закрыт из-за технических проблем. Он не функционировал в течение 20 лет. В 2007 году взлётно-посадочная полоса и терминал были отремонтированы и аэропорт снова начал свою работу.
Аэропорт Раззакова — аэропорт класса 3С. Максимальная грузоподъемность взлетно-посадочной полосы — 22 тонны. Аэропорт работает только в дневное время и принимает самолёты в простых метеоусловиях.

## Галерея
- Пшеничные поля на восточной стороне Раззакова
- Восточная часть города на закате
- Горы Туркестанского хребта на южной стороне Раззакова
- Зима в Раззакове
- Дом культуры
- Парк имени Самата Садыкова